# لبنان بزرگ
لبنان بزرگ یا قیمومت فرانسه بر لبنان (به عربی: الانتداب الفرنسی علی لبنان) به یک دولت تحت قیمومت جمهوری سوم فرانسه در منطقه خاورمیانه که بین سال‌های ۱۹۲۰ تا ۱۹۴۳ موجودیت داشت گفته می‌شد.